# Alena Marx
Alena Marx (Berna, 21 de diciembre de 2000) es una deportista suiza que compite en piragüismo en la modalidad de eslalon.
Ganó dos medallas de oro en el Campeonato Europeo de Piragüismo en Eslalon de 2024, en las pruebas de K1 cross y K1 cross individual. Participó en dos Juegos Olímpicos de Verano, en los años 2020 y 2024, ocupando el sexto lugar en París 2024, en la prueba de K1 cross.

## Palmarés internacional
| Campeonato Europeo | Campeonato Europeo | Campeonato Europeo | Campeonato Europeo  |
| Año                | Lugar              | Medalla            | Competición         |
| ------------------ | ------------------ | ------------------ | ------------------- |
| 2024               | Tacen (Eslovenia)  | Medalla de oro     | K1 cross            |
| 2024               | Tacen (Eslovenia)  | Medalla de oro     | K1 cross individual |